# برانی (زابل)
بَرانی، روستایی است در بخش مرکزی شهرستان هیرمند، استان سیستان و بلوچستان.
این روستا در۵/۲۱ کیلومتری شمال غربی زابل و ۹ کیلومتری جنوب غربی روستای دوست محمد و در منطقه‌ای دشت قرار دارد . ارتفاع آن از سطح دریا ۴۷۵ متر و آب و هوای آن گرم و خشک است.

## منبع
- عباس جعفری (۱۳۸۴)، گیتا شناسی ایران جلد سوم